# Rotkopfkrait
Der Rotkopfkrait (Bungarus flaviceps) ist eine giftige Schlangenart und zählt innerhalb der Familie der Giftnattern zur Gattung der Kraits. Die Art wurde wissenschaftlich erstmals im Jahre 1843 durch den dänischen Zoologen Johannes Theodor Reinhardt beschrieben.

## Verbreitungsgebiet und Unterarten
Das Verbreitungsgebiet der Nominatform des Rotkopfkraits (B. flaviceps flaviceps) erstreckt sich über Südmyanmar, Südthailand, Kambodscha, Vietnam, die Malaiische Halbinsel, Sumatra, Java, Bangka, Belitung und Nias. Auf Borneo kommt die Unterart Bungarus flavipes baluensis vor.

## Merkmale
Der Rotkopfkrait kann eine Gesamtlänge bis 207 cm erreichen, wobei die Kopf-Rumpf-Länge dann bei etwa 185 cm liegt. Männchen erreichen wahrscheinlich eine größere Länge als die Weibchen. Der Körper ist im Querschnitt dreieckig. Auf dem Rücken finden sich 13 Schuppenreihen, die Anzahl der Bauchschuppen liegt bei 193 bis 236 (Weibchen 193 bis 217, Männchen 220 bis 236), die der Subcaudalia bei 42 bis 55 (Weibchen 42 bis 55, Männchen 47 bis 53), wobei die ersten ungeteilt und die letzten geteilt sind. Die Analschuppe ist ungeteilt. Vor dem Auge findet sich eine Präoculare, dahinter zwei, seltener drei Postocularia. Entlang der Oberkieferkante der Mundöffnung finden sich sieben Oberlippenschilde, wobei der dritte und vierte das Auge berühren.
Die Rückenseite der Nominatform schillert blauschwarz, Kopf, Nacken und Schwanz sind gelblich bis auffallend rot gefärbt. Die Rückenmittellinie kann die gleiche Farbe wie die übrige Körperoberseite aufweisen oder gelb oder rot markiert sein. Die Bauchseite ist weißlich und ungefleckt. Bei den Jungtieren ist die Rückenmittellinie weiß oder rötlich, auf den Seiten zeigen sie eine gleich gefärbte Fleckenreihe oder gleichfarbige Linien. Ihr Bauch ist dunkel. B. f. baluensis hat einen braunen Kopf und Nacken, die vordere Hälfte des Körpers ist schwarz, die hintere kräftig rot und schwarz geringelt. Die Rückenmittellinie ist hell, an den Körperoberseite erstreckt sich eine weiße Fleckenreihe.
Wie alle Giftnattern besitzt Bungarus flaviceps zu Giftdrüsen umgebildete Speicheldrüsen, welche über einen Giftkanal mit im vorderen Oberkiefer befindlichen, nicht beweglichen Giftzähnen verbunden sind (proteroglyphe Zahnstellung).
Der Rotkopfkrait kann leicht mit der ähnlich gefärbten Blauen Bauchdrüsenotter (Calliophis bivirgata) verwechselt werden. Diese Giftschlange hat jedoch eine rote Bauchseite, während sie bei jungen Rotkopfkraits schwärzlich, bei adulten Exemplaren weißlich ist.

## Lebensraum und Lebensweise
Der Rotkopfkrait lebt in Regenwäldern im Flachland und in den Bergen. Die Art ist selten, nachtaktiv und meidet das Sonnenlicht. Dem Sonnenlicht ausgesetzt versucht sie stets ins Dunkle zu flüchten oder sie versteckt ihren Kopf unter den verschlungenen Körper. Der Rotkopfkrait ernährt sich vor allem von Schlangen (Ophiophagie), wobei auch Kannibalismus vorkommen kann. Ein in Gefangenschaft gehaltenes, ein Meter langes Weibchen legte drei Eier (60 × 17 mm). Der Rotkopfkrait ist beißfaul, gilt aber wegen seines starken Giftes als gefährlich.